# The Million Dollar Cat
«Кот на миллион долларов» (англ. The Million Dollar Cat) — четырнадцатый эпизод в серии короткометражных мультфильмов «Том и Джерри». Эпизод был выпущен 6 мая 1944 года. Всех персонажей серии озвучил Уильям Ханна.

## Сюжет
Том использует Джерри в качестве живой мишени для игры в дартс. Джерри стоит на тумбе с привязанным к голове яблоком и дрожит от страха. Том кидает в него дротиками даже вслепую. Вдруг жужжит дверной звонок — приходит телеграмма. Телеграмма гласит: 
Мадам, по завещанию вашей эксцентричной тётушки Хэрриет, ваш кот Томас получает сумму в один миллион долларов.
 Том читает её и поначалу не поняв, оставляет на полу, но узнав о наследстве и заново перечитав телеграмму, тут же приходит в состояние восторга и делает задние сальто по всей комнате, крича «Йе-е-е-е!!! О, да!», целует рыбку из аквариума и даже разбрасывает цветы из корзинки. Его поведение слегка озадачило Джерри, он подходит к телеграмме, читает её, и приходит в то же состояние, что и Том. Это настораживает Тома, и он перечитывает телеграмму. В её конце говорится следующее: 
С одним условием. По условиям договора наследство теряет свою силу, если кот будет кого либо обижать... ДАЖЕ МЫШЬ
 На следующий день мы видим отрывки из газет, говорящие о богатстве Тома («Кот унаследовал целое состояние, как сыр в масле», «Кот купается в сливках — пьёт, пока купается», «Кот взбудоражил общество», «Кот переезжает на Парк-авеню» и т. д.). Том переезжает на Парк-авеню, дом № 1. Кот выходит из здания с довольным видом, а Джерри выходит в том же настроении из «дома номер один дробь два» по Парк-авеню. Том хватает мышонка, но Джерри показывает ему телеграмму с выделенными словами «ДАЖЕ МЫШЬ». Том целует Джерри и убегает в ждущий его лимузин. Том расслабляется в кресле, обычного простого автомобиля лимузина, и сам достает сигару, и Джерри зажигает её — мышонок каким-то необъяснимым образом тоже оказался в машине. Джерри дёргает Тома за манишку, так что та ударяет кота по морде, скручиваясь как жалюзи. Когда Том грозно нависает, над наглецом — Джерри спокойно показывает телеграмму, снова давая понять что, Том не смеет его тронуть, если он не хочет потерять миллион долларов. В некотором помрачении ума, Том решает ехать снаружи автомобиля — но неожиданно врезается в фонарный столб. Том возвращается в свои, апартаменты где за столом, его ждёт великолепный желатиновый десерт. Том предвкушает трапезу но, тут за другим концом, стола снова появляется Джерри, который тянет к себе, десерт при помощи скатерти и съедает его. Том в ярости кладёт, Джерри на поднос и, закрывает его крышкой завязывает поднос, в скатерть и уходит, в спальню попутно забаррикадировав дверь туда. Том ложится на кровать, и как только кот, пытается сам спокойно вздремнуть, спящий Джерри (неизвестно как попавший в спальню) укрывается хвостом Тома вместо одеяла. Том решает это терпеть. Но мышонку всё равно, холодно он укрывается теплым, одеялом стянув его с Тома. Не успевает Том возмутиться как спящий, Джерри сталкивает кота с постели. Том хочет ударить мышонка, битой но тот показывает телеграмму (опять-таки не просыпаясь). Огорчённый Том ударяет сам себя битой.
На следующее утро Том, стоит у ванной комнаты, и ждёт пока Джерри освободит её. Но Джерри не торопится её освободить. Разгневанный Том хочет взять ванную, комнату штурмом но он слышит звонок: принесли завтрак. У Тома появляются несколько идей, как избавиться от Джерри (яд, нож, бомба, топор, удавка), но вскоре придумал идею получше: прыжок с окна небоскрёба вниз. Том имитирует пожар, замаскировав окно под пожарный выход, разжигает костёр, прячется за дверью и имитирует призыв о помощи, и пожарную сирену. Джерри выбегает из ванны и прыгает вниз через «пожарный выход». Том опять приходит в восторг, уверенный, что мышонок разбился насмерть и принимается за завтрак, но беспокоится, вдруг Джерри спрятался под крышкой, предохраняющей завтрак от преждевременного остывания?! Нет, показалось. Под крышкой оказалось лишь то, чему там и следует быть: тост, бекон и яичница. Том спокойно берёт лежащую на столе салфетку… и опять видит Джерри, которому удалось спастись и мистическим образом пробраться под салфетку! Джерри съедает весь завтрак, прыскает лимоном Тому в лицо, кидает ему кусок масла в глаз, снова обидно дёргает его за манишку — и вновь показывает коту телеграмму. Джерри довёл Тома до состояния крайней ярости, и второй рвёт телеграмму, кидая её на тарелку. Джерри понимает, что перейдена некая грань, и последние издевательства над Томом явно были лишними. В качестве последнего средства, он находит в кучке кусок со словами «ДАЖЕ МЫШЬ» и показывает его коту. Но гнев настолько овладел Томом, что ему было уже было всё равно, и он впихивает кусок мышонку в рот, заставляя в буквальном смысле проглотить эти слова. Том, завопив как сумасшедший от злости, рушит поднос вместе с посудой, а обломком подноса стола принимается гонять Джерри. В какой-то момент Том, удерживая Джерри за хвост, задумчиво обращается к самому себе: «Ну, вот! Я отказываюсь от миллиона долларов. Зато я счастлив!» — и после этого с нескрываемым удовольствием продолжает атаковать Джерри, с большим трудом увиливающего от града ударов.

## Факты
- На начальной заставке Уильям Ханна указан как Билл Ханна.
- Том говорит в этой ленте; один из редких случаев, когда он это делает.
- Джерри также кричит «Йе-е-е-е!!! О, да!»
- В этом эпизоде Том впервые доминирует над Джерри.

## Цензура
- Для показа на канале Boomerang была вырезана сцена с курением сигары.
- Лента не показывалась в Англии.